# Bulgogi
Bulgogi (din limba coreeană bul-gogi pronunție în coreeană [pul.ɡo.ɡi]), literalmente „foc carne”, este un gui (fel de mâncare la grătar sau prăjit în stil coreean) din felii subțiri, marinate de carne de vită sau de porc gătite pe grătar sau pe plită. Carnea este de multe ori prăjită în tigaie atunci când este gătită acasă. Vrăbioara, antricotul sau spata sunt bucăți de carne de vită utilizate frecvent pentru preparare. Acest fel de mâncare provine din zona de nord a peninsulei coreene și este foarte popular în Coreea de Sud. Bulgogi este atât de răspândit în Coreea de Sud, încât poate fi găsit de la restaurante de lux, la supermarketuri locale care vând pachete care trebuie doar prăjite.

## Etimologie
Bulgogi provine de la cuvântul coreean bul-gogi (불고기), constând din bul („foc”) și gogi („carne”). Cuvântul compus este derivat din dialectul Pyongan, deoarece acest fel de mâncare este considerat delicatesă în această zonă, aflată în prezent în Coreea de Nord. După eliberarea peninsulei coreeane de sub ocupația japoneză în 1945, mâncarea a devenit populară în Seul și în alte părți din Coreea de Sud, unde a fost adusă de către refugiații din Pyongan. Cuvânt a fost apoi inclus în ediția din 1947 a Dicționarului Limbii Coreene, cu sensul de carne gătită la grătar direct peste foc de cărbuni.
În Dicționarul Limbii Coreene Standard, publicat de Institutul Național al Limbii Coreene, cuvântul este inclus cu sensul de carne, precum cea de vită, care este tăiată în felii subțiri, marinate și gătite la grătar pe foc. Cuvântul este, de asemenea, inclus în dicționarele de limba engleză, precum Merriam-Webster și Oxford Dictionary of English. Merriam-Webster datează prima apariție a cuvântului în vocabularul englez american în 1961.

## Istoric
Se crede că bulgogi își are originea în timpul erei Goguryeo (37 î.e.n – 668 e.n.), atunci când acesta se numea maekjeok (맥적, 貊炙), iar carnea de vită era gătită la grătar pe frigare. În timpul dinastiei Joseon acesta se numea neobiani (너비아니), însemnând carne „într-un strat subțire”, fiind pregătit în mod tradițional mai ales pentru nobili și cei bogați.

## Mod de preparare și servire

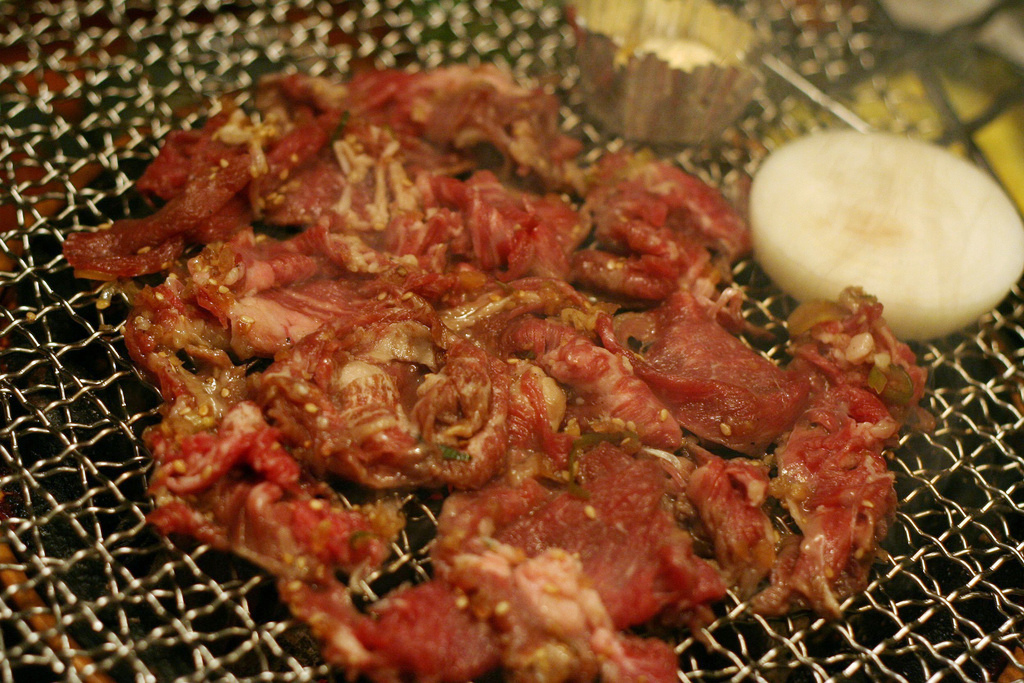
Bulgogi, carne de vită la grătar în stil coreean

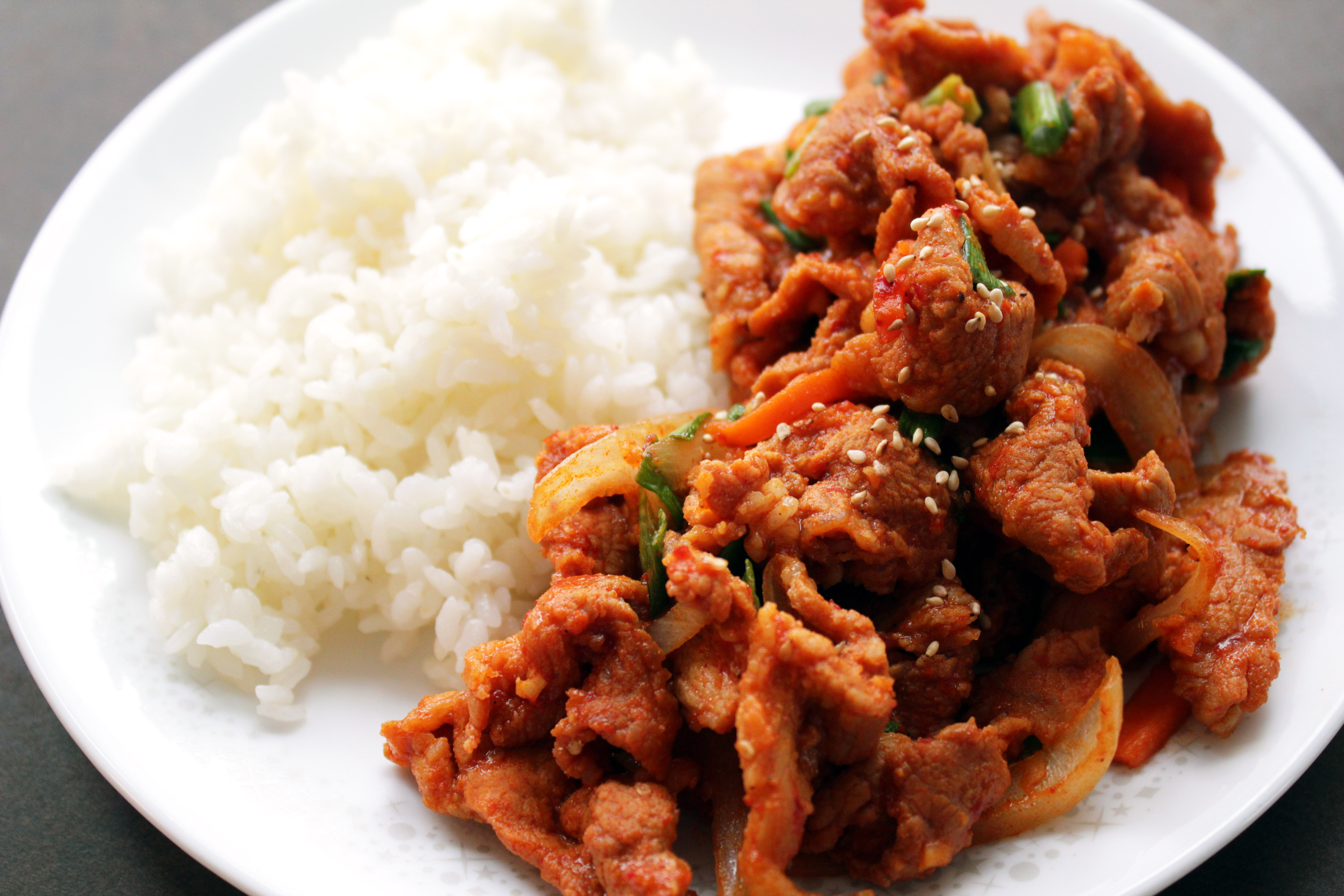
Dwaeji-bulgogi (carne de porc bulgogi) cu orez

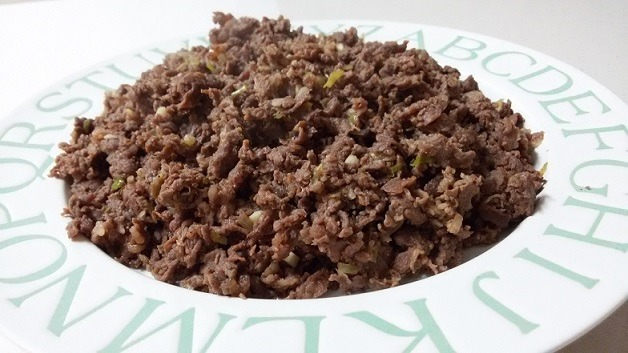
Bassak-bulgogi, în stil Eonyang

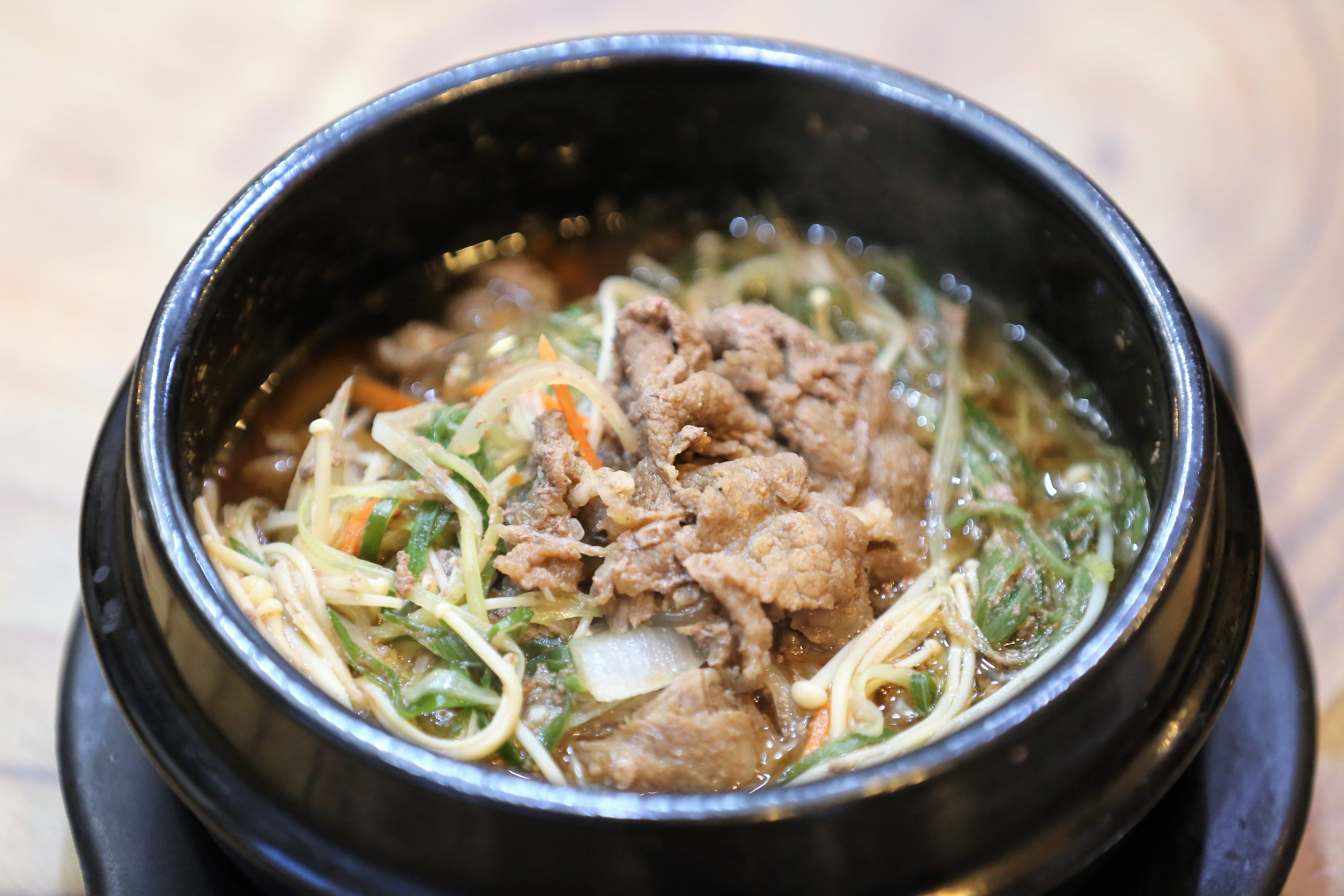
Ttukbaegi-bulgogi (bulgogi hot pot)

Bulgogi este preparat din felii subțiri de vrăbioară sau alte bucăți de carne de vită superioare. Înainte de preparare, carnea este marinată pentru a-i da aromă și a o frăgezi într-un amestec de sos de soia, zahăr, ulei de susan, usturoi, piper negru măcinat și alte ingrediente opționale, precum ceapă verde, ghimbir, ceapă sau ciuperci, mai ales ciuperci albe sau matsutake. Pentru frăgezire, se folosește piure de pere si ceapă. Uneori, tăiței celofan sunt adăugați, dar acest pas variază în funcție de regiune și de rețeta folosită.
Bulgogi este în mod tradițional gătit la grătar, dar metoda prăjirii în tigaie a devenit și ea populară. Căței de usturoi întregi, ceapă feliată și ardei grași tocați sunt de asemenea gătite la grătar lângă carne. Acest fel de mâncare este uneori servit cu o garnitură de salată verde sau alte legume cu frunze, care sunt folosite pentru a apuca și înveli o bucată de carne, de multe ori înmuiată în ssamjang, sau alte garnituri și apoi mâncate împreună.

## În cultura populară
Bulgogi este servit în restaurante în Coreea, iar multe localuri fast-food vând hamburgeri cu aromă de bulgogi. Carnea din hamburger este marinată în sos bulgogi sos și este servită cu salată verde, roșii, ceapă, și, uneori, brânză.

## Variante
- Kongnamul-bulgogi
- Osam-bulgogi